# Вонесць (Великопольське воєводство)
Вонесць (пол. Wonieść, нім. Woynitz) — село в Польщі, у гміні Сміґель Косцянського повіту Великопольського воєводства.
Населення — 614 осіб (2011).
У 1975-1998 роках село належало до Лешненського воєводства.

## Демографія
Демографічна структура станом на 31 березня 2011 року:
|          | Загалом | Допрацездатний вік | Працездатний вік | Постпрацездатний вік |
| -------- | ------- | ------------------ | ---------------- | -------------------- |
| Чоловіки | 302     | 58                 | 220              | 24                   |
| Жінки    | 312     | 63                 | 179              | 70                   |
| Разом    | 614     | 121                | 399              | 94                   |